# Маккьюэн, Томас (врач)
Томас Маккьюэн (2 ноября 1912 — 13 июня 1988) — британский врач, эпидемиолог и историк медицины. В значительной степени основываясь на демографических данных из Англии и Уэльса, Маккьюэн утверждал, что рост населения с конца восемнадцатого века был обусловлен улучшением экономических условий, то есть улучшением питания, а не улучшением гигиены, мер общественного здравоохранения и медицины. Это утверждение стало известно как «тезис Маккьюэна».

## Биография
Томас Маккьюэн родился в Портадауне, Северная Ирландия, а затем переехал в Ванкувер, Канада, со своими родителями.
Получил диплом физиологии в Университете Британской Колумбии (1932 г.) и свою первую докторскую степень в Университете Макгилла (1935 г.). Затем вернулся в Англию для обучения в качестве стипендиата Родса в Оксфордском университете, где в 1938 году получил степень доктора философии. Во время войны изучал медицину в Лондонском университете, где в 1942 году получил степень бакалавра хирургии. В начале 1940-х годов провинциальный больничный фонд Наффилда предложил профинансировать кафедру социальной медицины в только что основанном Бирмингемском университете . Маккьюэн был принят на должность профессора этого университета, и работал в этом качестве до выхода на пенсию в 1977 г. В 1947 году там же получил степень доктора медицины. Он также известен своими работами в области гериатрии и медицины матери и плода.
Был консультантом Всемирной организации здравоохранения, Фонда Джозайи Мэйси, Фонда Содружества и Фонда Рокфеллера.
Умер в 1988 году, оставив жену Эсме, сына и дочь.

## Научный вклад

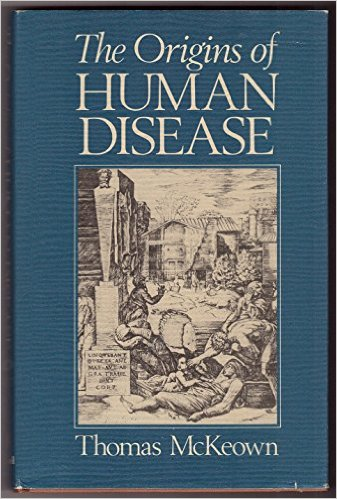
Томас Маккьюэн. «Истоки болезней человека.» Оригинальная обложка книги. Оксфорд, 1988 год

Маккьюэн разрабатывал свои теории в течение более чем трёх десятилетий между 1955 годом и незадолго до своей смерти в 1988 году. Основы его работы можно найти в четырёх основополагающих статьях, опубликованных в академическом журнале Population Studies, книге «Medicine in Modern Society» в 1965 г. и учебнике An Introduction to Social Medicine (1968 г.).
Эти ранние публикации не привлекали большого внимания за пределами академического сообщества, пока он не объединил их в книгу: «The Modern Rise of Population» и лекцию с провокационным названием «The Role of Modern Medicine: Dream, Mirage or Nemesis?».
В своей последней книге «The Origins of Human Disease» , опубликованной вскоре после его смерти в 1988 году, он нашел более мягкий тон для выражения своего критического релятивизма в отношении медицины и здоровья.
Маккьюэн бросил вызов четырём суждениям об увеличении населения западных стран с 18 века:
1. Маккьюэн утверждал, что рост населения, особенно резко ускорившийся в XIX веке, был вызван не столько увеличением рождаемости, сколько снижением смертности, особенно детской смертности, за которой следовала младенческая смертность[6][19]
2. Маккьюэн считал, что снижение смертности в значительной степени можно объяснить повышением уровня жизни, при этом он уделял наибольшее внимание улучшению питания,
3. Его самая противоречивая идея, по крайней мере, самая оспариваемая, заключалась в том, что он ставил под сомнение эффективность мер общественного здравоохранения, включая санитарные реформы, вакцинацию и карантин[7].
4. Ожесточенные споры относительно «тезиса Маккьюэна» затмили его более важный и во многом бесспорный аргумент о том, что медицинские меры не играли большой роли в снижении смертности вплоть до середины XX века[6][8].